# Хрістос Катранціс
Хрістос Катранціс (порт. Christos Katrantzis, 30 березня 1992) — бразильський плавець.
Учасник Олімпійських Ігор 2016 року.